# Coprosma molokaiensis
Coprosma molokaiensis là một loài thực vật có hoa trong họ Thiến thảo. Loài này được H.St.John mô tả khoa học đầu tiên năm 1935.